# Paul Wolf
Paul Wolf, né le 5 octobre 1915 à Madison (Indiana) et mort le 14 octobre 1972 à Pasadena, est un nageur américain.

## Carrière
Paul Wolf participe aux Jeux olympiques d'été de 1936 à Berlin et remporte la médaille d'argent dans l'épreuve du 4 × 200 m nage libre avec Ralph Flanagan, John Macionis et Jack Medica.